# Lesiëm
Lesiëm est un groupe allemand de new age, actif entre 1998 et 2005. 

## Histoire
Le groupe est formé en 1999 par Sven Meisel et Alex Wende. La musique de ce groupe allie du rock, du pop, de l'electro, du new age, et de l'ambient. Il est souvent comparé au groupe norvégien Amethystium. Le site web de Lesiëm fait beaucoup de références à des influences de musique mystique/spirituelle.
Lesiëm sort son premier album, Mystic Spirit Voices, en 2000. Lorsque l'album est sorti aux États-Unis en 2002, il se hisse à la dixième place du Billboard américain des albums new age. Le deuxième album de Lesiëm, Chapter 2, sort en 2001 en Europe et en 2003 aux États-Unis sous le titre Illumination, où il atteint la septième place du New Age Albums Billboard.
Les deux premiers albums sont une sorte de prélude à l'opéra-pop Times, le troisième album de Lesiëm (sorti sous le nom de Auracle aux États-Unis en 2004). Les musiciens commencent leur travail en mars 2002 et le terminent à la fin du mois de juillet. Le single Caritas (avec la chanteuse écossaise Maggie Reilly et l'opéra allemand de Berlin) est présenté en décembre 2002 dans l'émission de télévision philanthropique de José Carreras, Carreras Gala. En 2005, Lesiëm sort ses dernières chansons pour une nouvelle version de Times, Morgain et Morgause, toutes deux également en collaboration avec Maggie Reilly.

## Discographie

### Albums studio
- 2000 : Mystic, Spirit, Voices (Monopol Records) (sortie américaine en 2002 chez Intentcity Records)
- 2001 : Chapter 2 (Monopol Records, Koch) (sortie américaine sous le titre Illumination' chez  Intentcity Records en 2003)
- 2003 : Times (Monopol Records, Epic/Sony) (sortie américaine sous Auracle chez Intentcity Records en 2004)

### Singles
- 2000 : Fundamentum (Monopol Records)
- 2000 : Indalo (Monopol Records)
- 2000 : Africa (Monopol Records
- 2002 : Caritas (Epic/Sony)

### Livre audio
- 2005 : Der steinige Weg (Monopol Records)